# Lisa Ungerank
Lisa Ungerank (* 22. Juni 1991 in Schwaz, Tirol) ist eine österreichische Sportschützin.

## Leben
2011 gab Lisa Ungerank in Fort Benning (Vereinigte Staaten) ihr Weltcupdebüt. Ein Jahr später erreichte sie ihren ersten Podestplatz im Weltcup in London.
Bei der Luftgewehr-Europameisterschaft 2013 in Odense (Dänemark), gewann die Zillertalerin Gold im Einzelbewerb und jeweils Bronze im Team (mit Olivia Hofmann und Regina Time) sowie im Mixed-Team (gemeinsam mit Bernhard Pickl).